# Minestra di farro
La minestra di farro o zuppa di farro è un piatto tipico dell'Italia centrale, in particolare di Lazio, Abruzzo, Molise, Umbria e Toscana. È una pietanza povera della tradizione contadina a base di farro.
Essendo il farro un cereale coltivato in montagna, essa è tipica delle zone appenniniche.

## Storia e Usanze
La minestra ha origine antichissime, essendo il farro un cereale consumato da Romani ed Etruschi. Per preparare la minestra le famiglie possedevano una macina per sfarrare il cereale, cioè per macinarlo con la crusca. I romani antichi la consumavano insieme con legumi (lenticchie, cicerchie) e il risultato era una specie di polenta, chiamata puls.
Nel Rinascimento la minestra si preparava con "brodo porcino", zafferano e "cacio fresco e vecchio".
A Monteleone di Spoleto il 5 dicembre di ogni anno, vigilia della festa di San Nicola, il parroco prepara e distribuisce la minestra di farro, chiamata "farro di San Nicola". Lo stesso giorno gli insegnanti della scuola elementare distribuiscono alla popolazione castagne e vino.

## Varianti
A Roma la minestra comprende cotiche di maiale e pomodoro. In Umbria si prepara con l'osso di prosciutto e pomodoro, ed è tipica dello spoletino.
La minestra di farro alla viareggina prevede l'aggiunta di mazzancolle o gamberi e calamari. In Garfagnana viene preparata con l'aggiunta di fagioli e verdure. In Molise invece si prepara con pomodoro e fagioli, e in Abruzzo si cuoce in un brodo di manzo arricchito con osso di prosciutto, odori ed erbe aromatiche.